# Days of Heaven (soundtrack)
Days of Heaven is de originele soundtrack, gecomponeerd en gedirigeerd door Ennio Morricone voor de film Days of Heaven uit 1978 van Terrence Malick. Het album werd uitgebracht in 1979 door Pacific Arts.
De muziek won de BAFTA Award for Best Film Music in 1980.

## Tracklijst
Alle nummers geschreven door Ennio Morricone, tenzij anders aangegeven.

| 1.                 | The Aquarium - Carnival of the Animals – Wurttemberg Chamber Orchestra (muziek: Camille Saint-Saëns) | 2:20 |
| 2.                 | We Used to Do Things – Linda Manz                                                                    | 0:49 |
| 3.                 | Enderlin – Leo Kottke (muziek: Leo Kottke)                                                           | 3:14 |
| 4.                 | Harvest                                                                                              | 2:57 |
| 5.                 | Threshing                                                                                            | 2:05 |
| 6.                 | Happiness                                                                                            | 2:12 |
| 7.                 | The Honeymoon                                                                                        | 1:22 |
| 8.                 | Swamp Dance – Doug Kershaw (tekst en muziek: Doug Kershaw)                                           | 3:30 |
| 9.                 | The Return                                                                                           | 2:28 |
| 10.                | The Chase                                                                                            | 1:57 |
| 11.                | The Fire                                                                                             | 7:46 |
| 12.                | Ashes & Dust                                                                                         | 2:15 |
| 13.                | Days of Heaven                                                                                       | 3:43 |
| Totale duur: 36:38 | |      |

## Prijzen en nominaties
| Jaar | Prijs                 | Categorie        | Genomineerde(n) | Uitslag     |
| ---- | --------------------- | ---------------- | --------------- | ----------- |
| 1979 | Academy Award (Oscar) | Beste filmmuziek | Ennio Morricone | Genomineerd |
| 1980 | BAFTA Award           | Beste filmmuziek | Ennio Morricone | Gewonnen    |